# موش پنبه
موش پنبه (به انگلیسی: Cotton rat)، به هر یک از اعضای سرده جوندگان Sigmodon گفته می‌شود. نام آن‌ها از اثرات تخریبی آنها بر پنبه و همچنین سایر محصولات کشاورزی مانند نیشکر، ذرت، بادام زمینی و برنج گرفته شده‌است. موش‌های پنبه، گوش‌های کوچک و پوشش تیره دارند و در آمریکای شمالی و جنوبی یافت می‌شوند. اعضای این سرده در جنوب غربی ایالات متحده، مکزیک، آمریکای مرکزی و کشورهای آمریکای جنوبی از جمله: ونزوئلا، اکوادور، کلمبیا، پرو، برزیل، گویان و سورینام پراکنش دارند. بسیاری از گونه‌ها در مکزیک یافت می‌شوند.
آنها در درجه نخست گیاهخوار هستند. دندان‌های آسیای بزرگ موش‌های پنبه‌ای از بالا به شکل S هستند. نام این سرده به معنای دندان S است.
موش پنبه زبرمو نخستین ارگانیسم مدلی بود که در تحقیقات فلج اطفال مورد استفاده قرار گرفت.